# Reality & liberty
『reality & liberty』（リアリティ・アンド・リバティ）はKNOCK OUT MONKEYの5枚目のミニ・アルバム。

## 概要
前作の「0→Future」から約8ヶ月ぶりにリリースした本作は、この作品に続き大島こうすけと共同でプロデュースを担当。

## 収録曲
1. Beginning（skit）
2. Scream & Shout
  - プロモーションビデオが制作されている[2][1]。プロ・スケーター奥野健也も出演しアクロバットな技を披露しており、楽曲と同じく激しく勢いのある映像に仕上がった[3][4]。
3. Primal
  - 上記同様、こちらもプロモーションビデオが制作された。女優の小島藤子が女子高生役で出演[5][6][7]。
4. Blazin'
5. Neverland
6. ピエロの仮面
7. TODAY
8. Climber
  - 上記2作のプロモーションビデオを含め、3部作の完結編にあたり、上記のPrimal同様、小島が出演している[8][9][10]。